# Регуляризація зета-функції
Регуляризація зета-функції - тип методу регуляризації або підсумовування, який призначає кінцеві значення для розбіжних рядів або продуктів. Цей метод широко використовується сьогодні для розв’язування фізичних задач, але спочатку він походить від спроб дати точні значення погано обумовленим сумам у теорії чисел.

## Формальне визначення
Існує багато різних методів підсумовування, відомих як дзета-регуляризація, що використовуються для обчислення значень для потенційно розбіжних рядів. {\displaystyle a_{1}+a_{2}+\dots }
Одним із методів є визначення дзета-регуляризованої суми як {\displaystyle \zeta _{A}(-1),} де дзета-функція визначена для великих {\displaystyle \mathrm {Re} (s)} як
{\displaystyle \zeta _{A}(s)={\frac {1}{a_{1}^{s}}}+{\frac {1}{a_{2}^{s}}}+\cdots }
для {\displaystyle s} в якому цей ряд збігається, або за допомогою аналітичного продовження цієї функції для решти значень. Якщо {\displaystyle a_{n}=n} застосована дзета-функція стає звичайною дзета-функцією Рімана . Цей метод був використаний Ейлером для «підсумування» ряду 1 + 2 + 3 + 4 + ..., обчислюючи {\displaystyle \zeta (-1)=-1/12.}
Іншим методом є визначення потенційно різного продукту {\displaystyle a_{1}a_{2}\dots } як {\displaystyle \exp(-\zeta '_{A}(0)).} Рей і Синкер  використовували цей метод для визначення визначника додатного оператора {\displaystyle A} ( Лаплазіан різновиду Рімана в їх застосуванні) з власними значеннями {\displaystyle a_{1},a_{2},\dots } У цьому конкретному випадку дзета-функція формально є слідом {\displaystyle A^{-s}.}

## Приклад
Прикладом використання регуляризації з дзета-функцією є визначення очікуваного значення енергії вакууму в квантовій теорії поля. Як правило, дзета-функцію можна використовувати для регуляризації всього тензора напруга-енергія у викривленому просторі-часі   .
Нерегульована величина енергії визначається як сума всіх збуджених станів енергій нульової точки:
{\displaystyle \langle 0|T_{00}|0\rangle =\sum _{n}{\frac {\hbar |\omega _{n}|}{2}},}
в якому {\displaystyle T_{00}} є нульовою складовою тензора напруги, а сума (яка може бути інтегралом) розуміється як розширення для всіх (позитивних і негативних) станів енергії {\displaystyle \omega _{n};} модуль підкреслює, що загальна енергія підраховується. Сума, написана як вона є, зазвичай нескінченна (як правило {\displaystyle \omega _{n}} знаходиться в лінійній залежності з {\displaystyle n} ). Це можна регулювати, написавши як
{\displaystyle \langle 0|T_{00}(s)|0\rangle =\sum _{n}{\frac {\hbar |\omega _{n}|}{2}}|\omega _{n}|^{-s},}
де {\displaystyle s} є деяким параметром в області комплексних чисел. Для дійсних чисел {\displaystyle s} більше 4 (для тривимірного простору), ця сума стає кінцевою, тому її часто можна обчислити теоретично.
Така сума зазвичай має полюс для {\displaystyle s=4,} через величезний внесок квантового поля в тривимірний простір. Однак завдяки аналітичному продовженню можна отримати значення для {\displaystyle s=0,} в якому функція полюса більше не існує, тому значення виразу скінченне. Детальний аналіз цього рішення можна знайти в роботах про ефект Казимира.

## Дивіться також
- створення функції
- перенормування
- Серія 1 + 1 + 1 + 1 + ...